# Kwon Young-ho
Kwon Young-ho (sinh ngày 31 tháng 7 năm 1992) là một cầu thủ bóng đá Hàn Quốc. Anh thi đấu cho Fujieda MYFC.

## Sự nghiệp
Kwon Young-ho gia nhập câu lạc bộ J3 League Fujieda MYFC năm 2017.